# LSWR O2 class

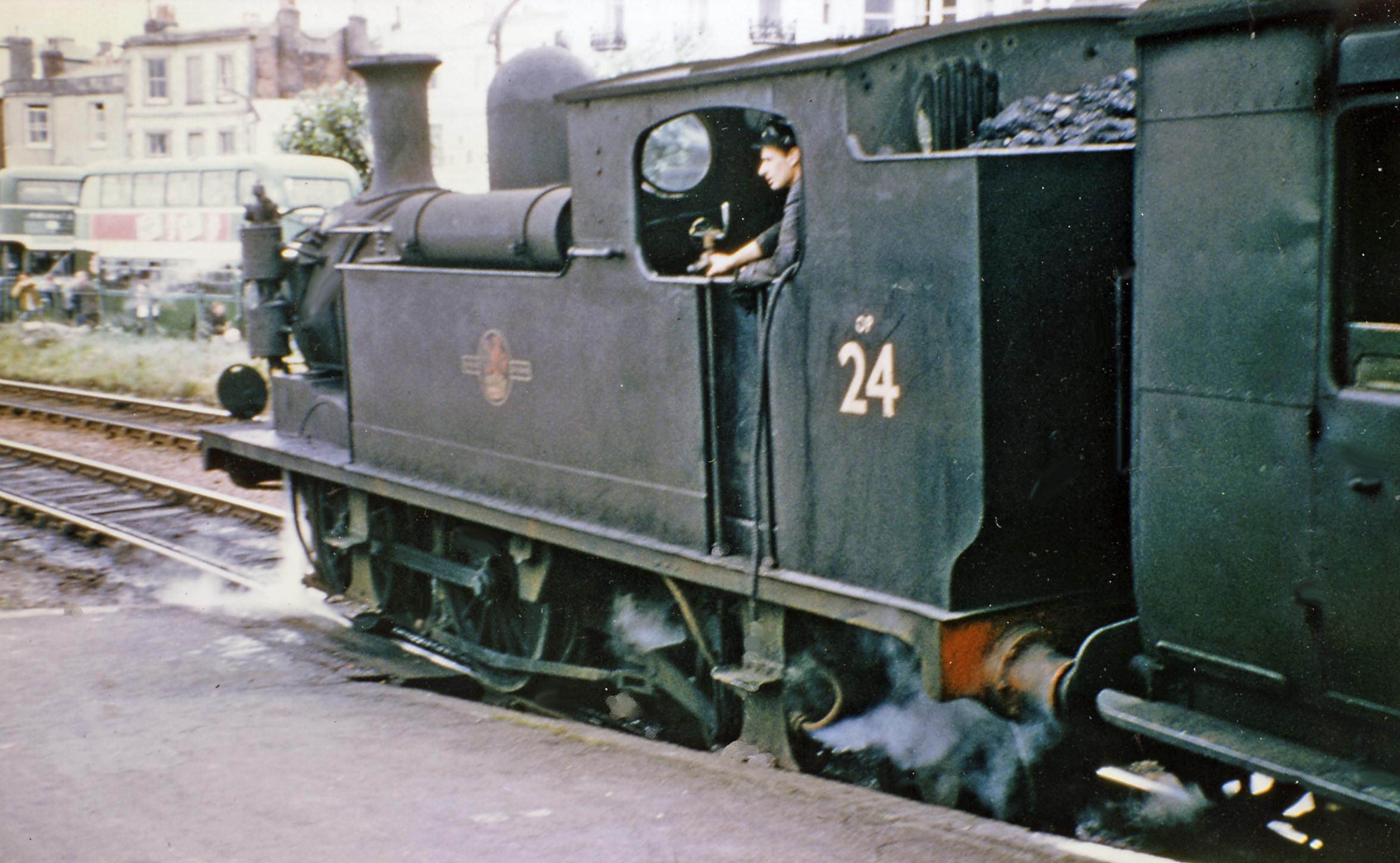
LSWR O2 class на Ryde Esplanade (1965)

LSWR O2 class — тип грузопассажирского танк-паровоза с осевой формулой 0-2-2, разработанный для Лондонской и Юго-Западной железной дороги в 1889 году Уильямом Адамсом. Было построено 60 паровозов. Локомотивы этого типа были последними паровозами на острове Уайт, доработав там до 1967 года.

## Предпосылки
Рост объёма перевозок в связи с ростом пригородов Лондона в 1880-е годы поставил перед железной дорогой и её главным инженером тяги Уильямом Адамсом новые задачи, справиться с которыми на должном уровне эффективности прежние типы паровозов LSWR, по большей части, не могли. Дорога требовала небольшого, но мощного паровоза с относительно небольшим диаметром движущих колёс, который позволил бы создавать большее ускорение, необходимое для высокой средней скорости на линиях с частыми остановками. Для этого Адамс выбрал осевую формулу 0-2-2.

## Проектирование и постройка
Паровоз стал развитием первой конструкции 0-2-2 Адамса — паровоза LSWR T1 class 1888 года. Паровоз должен был быть пригоден для грузопассажирского пригородного движения и заменить устаревшие паровозы 0298 Class Битти-старшего. В результате получился небольшой и универсальный паровоз, что сыграло важную роль в его последующей долгой службе.
Первые 20 паровозов выпущены на заводе компании LSWR Nine Elms Locomotive Works в 1889 году. После успешной эксплуатации в следующем году заказали ещё 30 паровозов, а последние 10 построены к 1895 году.
| Заказ | Год  | Количество | Номера LSWR |
| ----- | ---- | ---------- | ----------- |
| O2    | 1889 | 10         | 177-186     |
| B3    | 1890 | 10         | 187-196     |
| K3    | 1891 | 10         | 197-206     |
| D4    | 1891 | 20         | 207-226     |
| R6    | 1894 | 10         | 227-236     |

## Работа

### 1889—1922 гг.: на LSWR
Паровозы этого типа сначала работали на пригородных маршрутах вокруг Лондона, но в 1897 году стали уступать место более мощным паровозам Драммонда M7 и T7. O2 перешли на менее напряжённые линии по всей системе LSWR, особенно на ветках с различными ограничениями из-за небольшой массы и короткой базы.

### 1923—1948 гг.: на Southern Railway
После укрупнения британских железных дорог в 1923 году все 70 паровозов O2 перешли к Southern Railway и продолжали работу на сети бывшей LSWR. С связи с электрификацией и появлением новых типов локомотивов они стали устаревать. В это время два паровоза отправились на остров Уайт. В 1930-е годы списано 8 паровозов этого типа, в 1940-е — ещё 4. Не более 10 паровозов были оснащены для вождения поездов задним ходом. Один из них, к примеру, работал с двумя вагонами на линии Ли-наСоленте—Фейрхэм, другой — на линии Гилдфорд—Лезерхед.

### 1948—1967 гг.: на British Railways
Заметное количество паровозов O2 поработали и после монополизации британских железных дорог, пока не началось массовое закрытие небольших веток в конце 50-х — начале 60-х. В результате этого на материке последний O2 № 30225 списан в 1962 году.

## На острове Уайт
Тип O2 наиболее известен в связи с островом Уайт. Ещё в начале века Центральная железная дорога острова Уайт рассматривала вопрос покупки нескольких паровозов этого типа, но ничего не вышло, и только после укрупнения дорог новообразованная Southern Railway в 1923 году была вынуждена что-то сделать с катастрофической ситуацией на этой дороге.
Решение пришло само собой: в связи с электрификацией пригородов Лондона в прежние сельские вотчины O2 вторглись более мощные и современные паровозы M7 и T1. Два из излишних O2 были доработаны на Истлейском заводе, в частности, оснащены воздушными тормозами Вестингауза для совместимости с вагонами на острове. В 1923 году эти паровозы успешно прошли испытания на самых загруженных участках островной сети, и поставки этого типа на остров продолжались небольшими партиями в 1920-е и 30-е годы.
Последние два паровоза прибыли уже после национализации, в 1949 году. Таким образом, островной парк составил 23 паровоза типа O2. При этом на остров не попал ни один паровоз последней заводской серии (10 машин), у которых кабина была слишком высокой для габарита в тоннеле у Вентнора. Эти небольшие, лёгкие и при этом мощные для своих размеров паровозы имели лишь один существенный недостаток — небольшой угольный бункер, вследствие чего в 1932 году на паровозе № W19 (быв. № 206) был испытан увеличенный бункер, которым впоследствии оснастили все остальные паровозы на острове. Эти паровозы водили поезда до 6 четырёхосных вагонов, в том числе на подъём 1 к 70 от Шенклина к Роксолу.
После списания в 1960 году последнего LB&SCR E1 class, O2 остались единственным типом локомотивов на острове и доработали до полного прекращения паровой тяги в пассажирском движении 31 декабря 1966 года.
Два паровоза №№ W24 Calbourne и W31 Chale работали со служебными поездами при электрификации участка Райд—Шенклин и списаны после этого в марте 1967 года.

## Окраска, нумерация и названия

### На LSWR

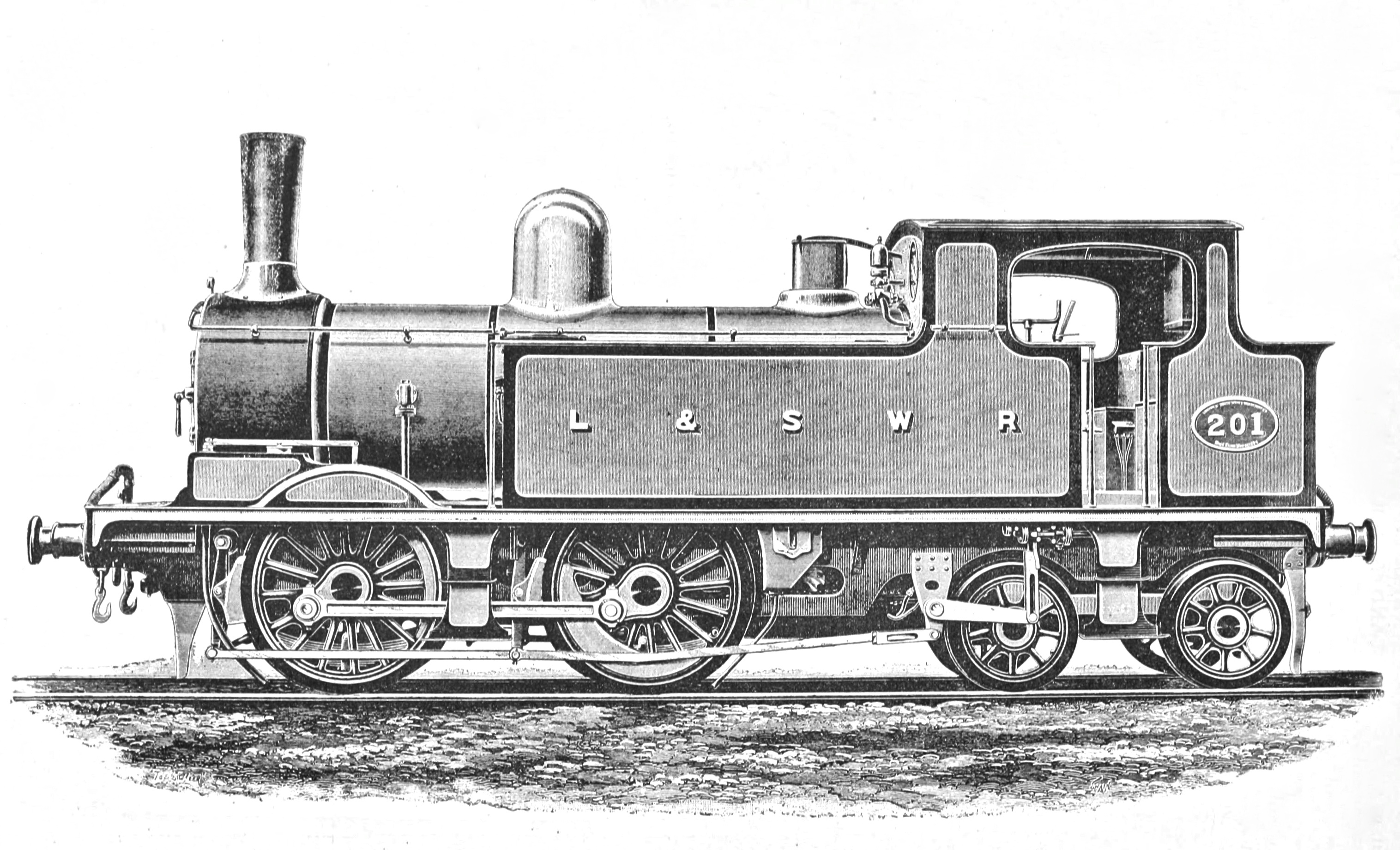
№ 201 (ранее 1894)

Паровозы вышли с завода в ранней пассажирской охристо-жёлтой и коричневой ливрее с буквами LSW на водяных баках. Затем паровозы были перекрашены в новую шалфейно-зелёную пассажирскую ливрею с чёрными каёмками и чёрно-белыми полосами с золотистыми буквами LSWR и номерами.
На материке лишь один паровоз № 185 носил собственное имя «Александра» в 1890—1896 годах.

### На Southern Railway
На этой дороге паровозы работали в Манселловой оливково-зелёной ливрее и затем — в Буллидовой малахитово-зелёной с жёлтыми надписями. Они сохранили номера LSWR в диапазоне 177—236.
При переводе на остров Уайт паровозы перенумеровывали с буквой W в ближайший доступный номер или номер того старого паровоза, который они должны были заменить. В конце концов они заполнили промежуток W14—W36.
На Уайте все паровозы получили собственные имена по различным островным топонимам.

### На British Railways

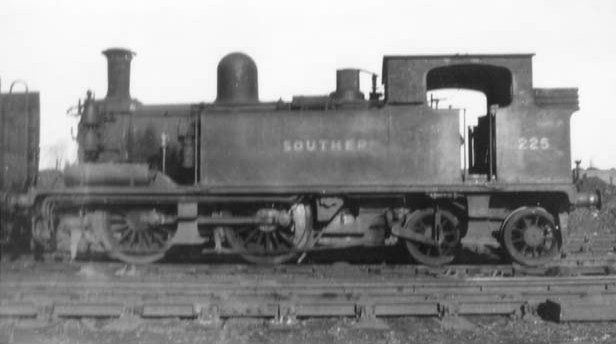
№ 225 (1948)

На British Railways тип получил обозначение 0P и первое время работал в прежней ливрее Южной дороги с добавлением надписи British Railways на водяных танках, но довольно скоро паровозы были перекрашены в стандартную грузопассажирскую чёрную ливрею с красными и белыми полосками.
На острове Уайт нумерация и имена паровозов при этом сохранились, а на материке паровозы получили номера прибавлением 30 к номерам Southern Railway: №№ 30177—30236.

## Сохранение

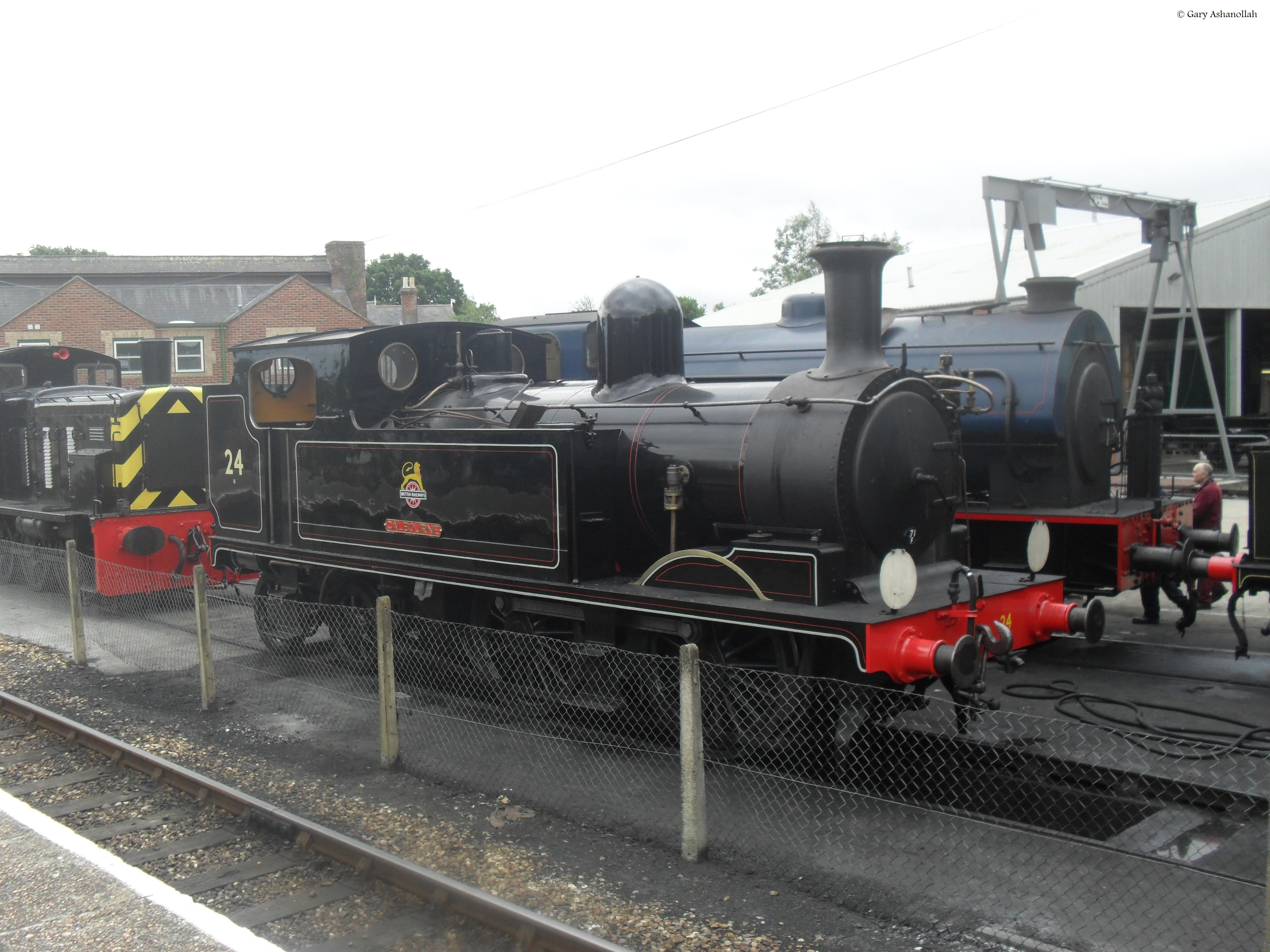
W24 Calbourne в ливрее BR. август 2010

На острове Уайт два последних паровоза, №№ W24 и W31, проработали достаточно долго, чтобы дожить до попыток сохранения, но W31 Chale всё же был списан и сломан в 1967 году.
W24 Calbourne выкупило Локомотивное общество острова Уайт, с 1971 года — Паровая железная дорога острова Уайт. Паровоз восстановили до работоспособного состояния в 1992 году, в 2010 году он прошёл очередной большой ремонт, в 2019—2021 годах — следующий к 50-летию дороги и своему 130-му дню рождения. Паровоз работает с туристическими поездами на линии Смолбрук—Вуттон.
Все остальные паровозы O2 утилизированы.
| Год  | На начало года | Списано | Номера                                    |
| ---- | -------------- | ------- | ----------------------------------------- |
| 1933 | 60             | 6       | 189, 191, 194, 222, 227, 235              |
| 1937 | 54             | 2       | 196, 234                                  |
| 1940 | 52             | 2       | 185, 214                                  |
| 1943 | 50             | 1       | 228                                       |
| 1945 | 49             | 1       | 187                                       |
| 1953 | 48             | 5       | 30197, 30204, 30213, 30221, 30231         |
| 1955 | 43             | 4       | 30203, W19, W23, W34                      |
| 1956 | 39             | 2       | 30230, W15                                |
| 1957 | 37             | 2       | 30207, 30216                              |
| 1958 | 35             | 2       | 30224, 30233                              |
| 1959 | 33             | 4       | 30177, 30179, 30212, 30232                |
| 1960 | 29             | 2       | 30182, 30236                              |
| 1961 | 27             | 4       | 30183, 30192, 30223, 30229                |
| 1962 | 23             | 5       | 30193, 30199, 30200, 30225, W25           |
| 1964 | 18             | 2       | W32, W36                                  |
| 1965 | 16             | 2       | W18, W30                                  |
| 1966 | 14             | 12      | W14, W16, W17, W20-W22, W26-W29, W33, W35 |
| 1967 | 2              | 2       | W24, W31                                  |

## Модели
Фирма DJ Models выпускала модели в масштабе 1 к 76,2 как материкового, так и островного типа. В масштабе 1 к 43 выпускается латунный комплект деталей (фирма Connoisseur Models), также материкового и островного типа. Roxey Models выпускают в том же масштабе набор из белого металла с никелированным шасси.

## Внешние ссылки
- Adams O2 class 0-4-4T SREmG